# Petar Naumoski
Petar Naumoski es un exjugador de baloncesto macedonio que ocupaba la posición de base. Nació el 27 de agosto de 1968, en Prilep, RFS Yugoslavia. 

## Clubes
- 1989-1991 KK Split
- 1991-1992 Rabotnički Skopje
- 1992-1994  Efes Pilsen Estambul
- 1994-1995 Pallacanestro Treviso
- 1995-1999 Efes Pilsen Estambul
- 2000-2001 Pallacanestro Treviso
- 2001-2002 Mens Sana Siena
- 2002-2004 Olimpia Milano
- 2004  Ülkerspor
- 2008 Pall. Guido Rossi
- 2008-2009 Derthona Basket
- 2009- Pall. Guido Rossi

## Palmarés
- Euroliga: 2

KK Split: 1990, 1991.
- Recopa: 2

Pallacanestro Treviso: 1995
Mens Sana Siena: 2002
- Copa Korać: 1

Efes Pilsen Estambul: 1996
- Liga de Yugoslavia: 2

KK Split: 1989-90, 1990-91
- Liga de Turquía: 5

Efes Pilsen Estambul: 1991-92, 1992-93, 1993-94, 1995-96, 1996-97
- Copa de Yugoslavia: 2

KK Split: 1989-90, 1990-91
- Copa de Turquía: 5

Efes Pilsen Estambul: 1994, 1996, 1997, 1998
Ulker: 2004
- Copa de Italia: 1

Pallacanestro Treviso: 1995